# Madonna del Parto
Die Madonna del Parto (Madonna der Geburt) ist ein Fresko des italienischen Renaissance-Meisters Piero della Francesca aus dem 15. Jahrhundert.

## Werkgeschichte
Das Fresko befand sich ursprünglich in der Apsis der Friedhofskapelle Santa Maria in Silvis in Monterchi, einer kleinen toskanischen Gemeinde. Seine Entstehungszeit wird zwischen 1450 und 1475 angegeben. Nachdem das Gebäude 1785 bei einem Erdbeben beschädigt und zerstört worden war, trug man das Fresko ab und versetzte es an den Hochaltar der neuen Friedhofskapelle Santa Maria di Momentana. 1917 wurde diese Kapelle ebenfalls bei einem Erdbeben beschädigt, und das Fresko wurde abgetragen. Dabei stellte man fest, dass sich unter dem Fresko Pieros bereits eine Darstellung des gleichen Themas aus dem 14. Jahrhundert befunden hatte, die von einer dünnen Schicht Mörtel abgedeckt worden war. 1950 wurde das Werk von dem Florentiner Restaurator Dino Dini (1912–1976) restauratorisch gesichert. Seit 1992 befindet sich die Madonna del Parto in einem eigenen Museum, das eine Touristenattraktion in Monterchi ist.

## Beschreibung
Das Bildmotiv der schwangeren Madonna, im frühen 14. Jahrhundert in der Toskana verbreitet, ist eine Variation des Marienbildnisses. Üblich war die Darstellung der Madonna mit einem Buch, das als Anspielung an das zu Fleisch gewordene Wort zu verstehen ist.
Die Madonna del Parto von Piero della Francesca dagegen trägt weder ein Buch mit sich, noch besitzt sie königliche Attribute. Das Fresko zeigt eine junge Frau, die ihren linken Arm in die Hüfte stemmt, um den Bauch zu stützen, während die Rechte sanft den Bauch berührt. Sie ist von zwei Engeln flankiert, die nach dem gleichen Karton gemalt worden sind.  Sie spiegeln sich also exakt in Gestalt, Haltung und Kleidung, während sie in den Farben kontrastieren. Dem grünen Gewand des einen Engels entspricht das rote Gewand seines Gegenübers, während dessen grüne Flügel und Strümpfe den roten seines Gegenübers entsprechen. Sie halten mit gestreckten Armen einen mit Granatapfelmotiven bestickten Vorhang eines Baldachins, der mit Pelzen gefüttert ist, zur Seite und öffnen so dem Betrachter den Blick auf die schwangere Madonna. In der christlichen Ikonographie ist der Granatapfel ein Ewigkeits- und ein Christussymbol. Die Madonna trägt ein bis zur Taille eng anliegendes, langärmliges blaues Kleid mit einem weiten Rock und bauschigen Oberärmeln. Das vorne geknöpfte Kleid springt oberhalb der Taille bis über den vorgewölbten Bauch auf und lässt ein weißes Untergewand sehen. Sie trägt eine kunstvolle, eng am Kopf anliegende mit weißen Bändern durchschlungene und gehaltene Flechtfrisur. Ihr nach innen gerichteter Blick ist ernst und schmerzlich.

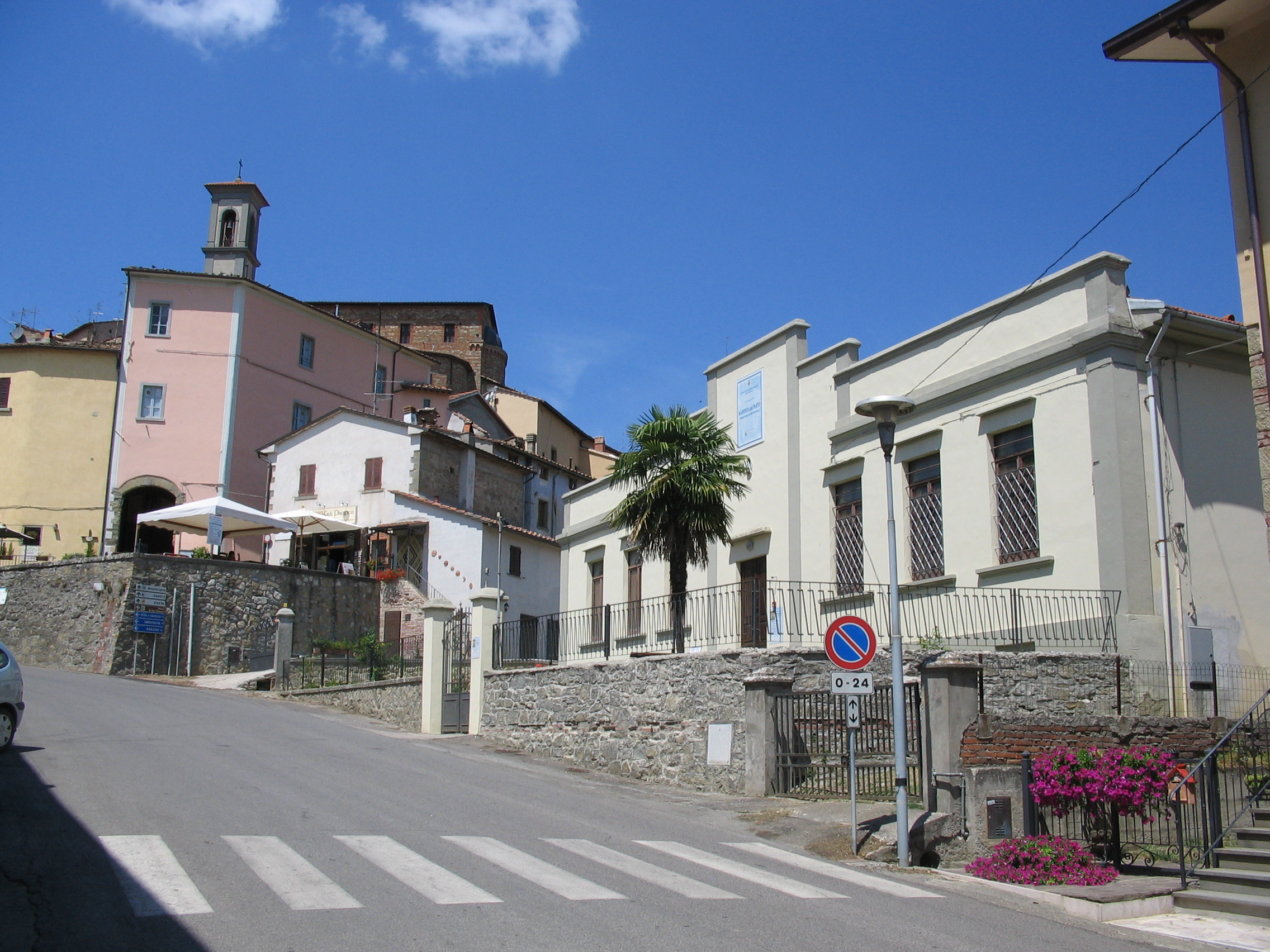
Museo della Madonna del Parto in Monterchi

Der obere Teil des Freskos ist nicht erhalten.

## Rezeption
Im 1983 erschienenen Film Nostalghia von Andrei Tarkowski ist das Fresko zu sehen, ebenso in dem Film Oktober in Rimini (1972) von Valerio Zurlini. Die Madonna del Parto spielt in Peter Henischs Roman Die schwangere Madonna von 2005 eine Nebenrolle, ebenso in Richard Hayers Roman Visus und im Gedicht San Sepolcro von Jorie Graham.